# 三氟甲磺酸铝
三氟甲磺酸铝是铝的三氟甲磺酸盐，化学式为Al(OTf)3。它可以用作路易斯酸催化剂。

## 制备
三氯化铝或三溴化铝和三氟甲磺酸在Freon-113中回流，或者由碳化铝和三氟甲磺酸反应，可以得到三氟甲磺酸铝。
Al4C3 + 12 CF3SO3H → 4 Al(OSO2CF3)3 + 3 CH4↑